# Paramyro apicus
Paramyro apicus är en spindelart som beskrevs av Forster och Wilton 1973. Paramyro apicus ingår i släktet Paramyro och familjen trattspindlar. Inga underarter finns listade i Catalogue of Life.